# Santa María del Arroyo
Santa María del Arroyo ist ein Ort und eine zentralspanische Gemeinde (municipio) mit 102 Einwohnern (Stand: 2024) in der Provinz Ávila in der Autonomen Region Kastilien-León. 

## Lage
Santa María del Arroyo befindet sich in den nördlichen Ausläufern der Sierra de Gredos gut 19 Kilometer westsüdwestlich von Ávila in einer Höhe von 1150 m. Das Klima im Winter ist kühl, im Sommer dagegen trotz der Höhenlage durchaus warm; der Regen (ca. 711 mm/Jahr) fällt – mit Ausnahme der nahezu regenlosen Sommermonate – verteilt übers ganze Jahr.

## Bevölkerungsentwicklung
| Jahr      | 1970 | 1981 | 1991 | 2001 | 2011 | 2021 |
| Einwohner | 218  | 206  | 160  | 132  | 98   | 105  |

## Sehenswürdigkeiten

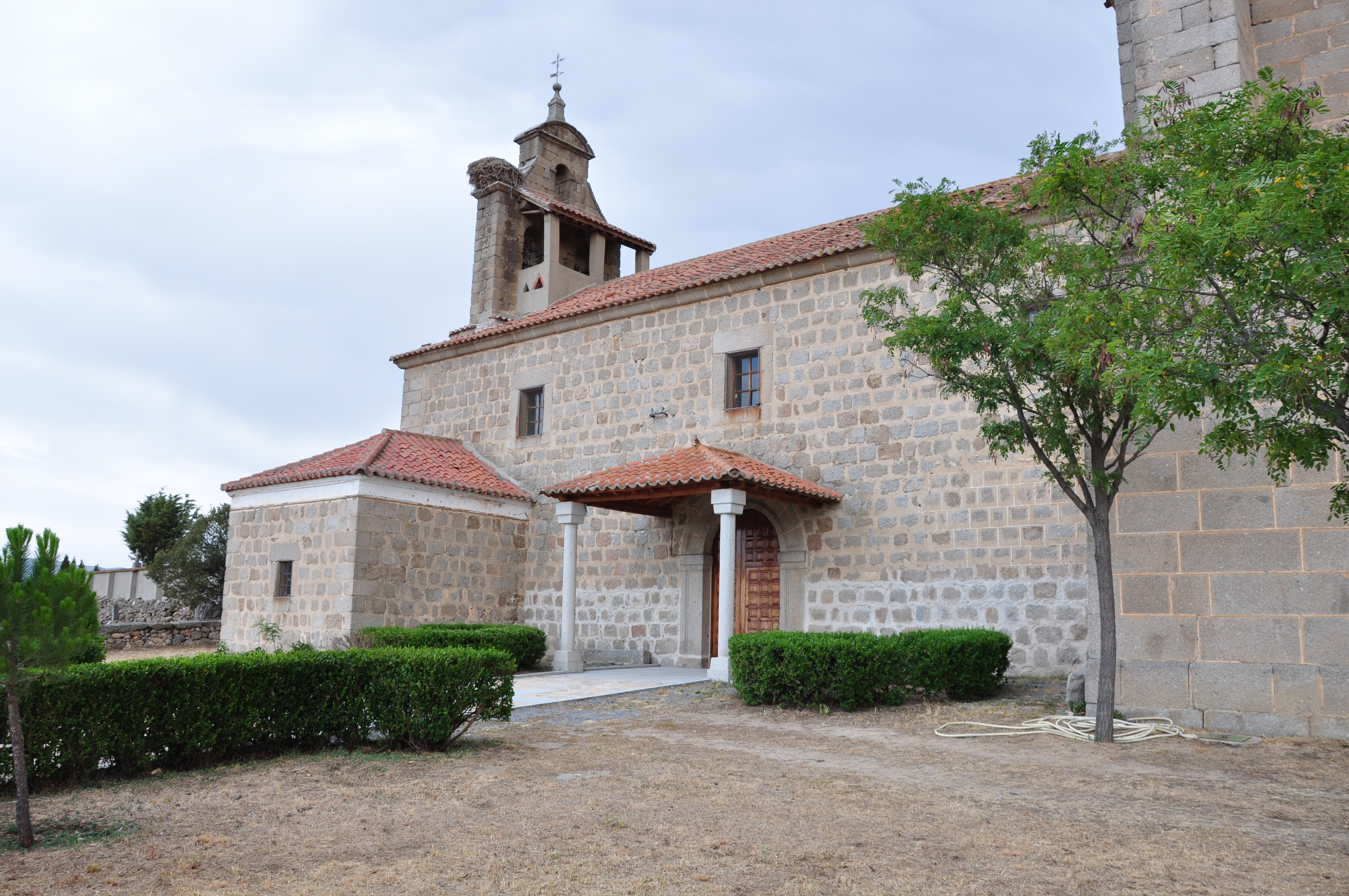
Kirche Mariä Himmelfahrt
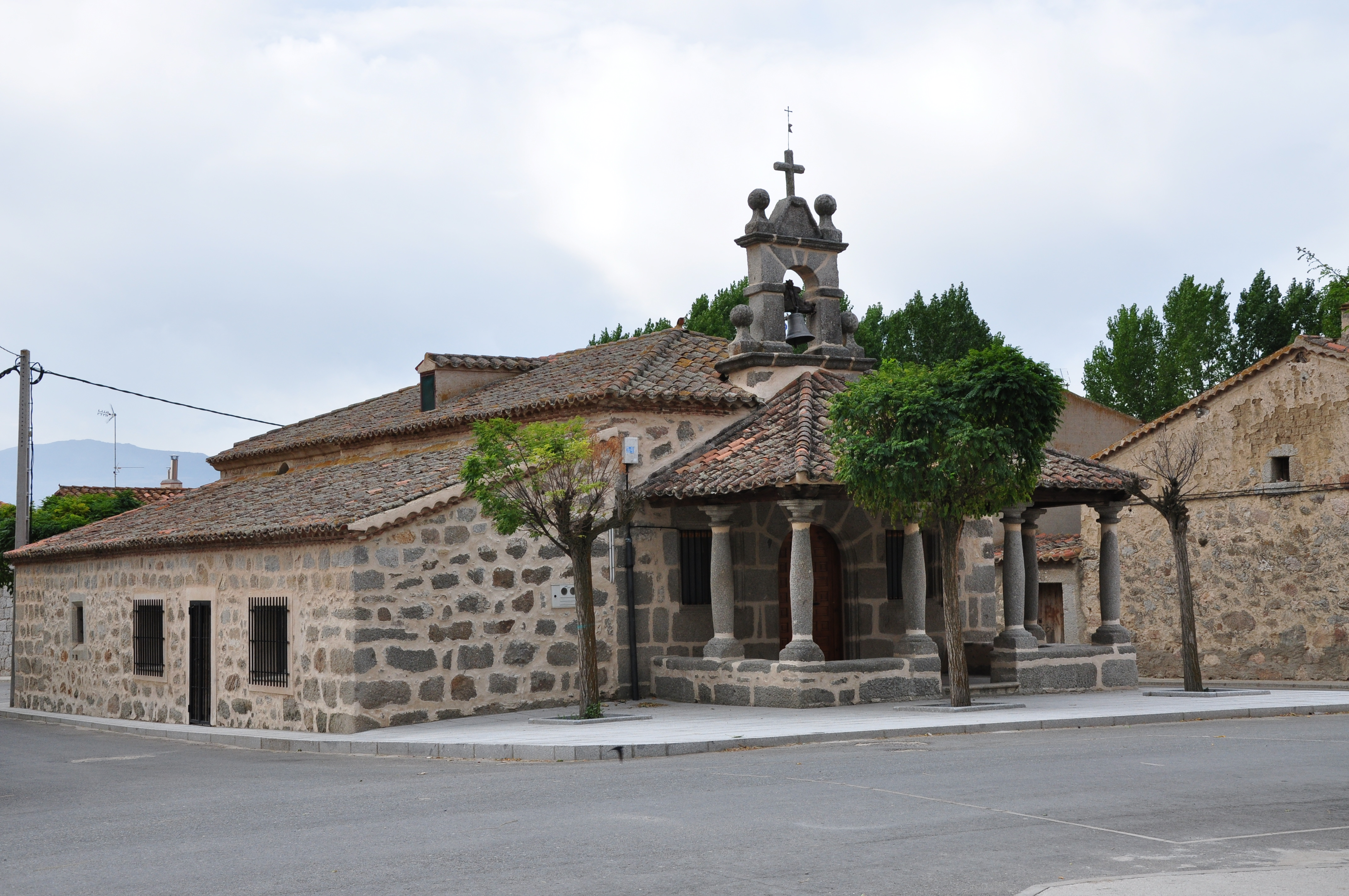
Antoniuskapelle

- Kirche Mariä Himmelfahrt
- Antoniuskapelle